# ملکه سرخ
ملکه سرخ (انگلیسی: Red Queen) عنوان جلد اول سری رمانی است از ویکتوریا اویارد نویسنده آمریکایی که در قالب آثار خیال‌پردازی (گونه هنری) در سال ۲۰۱۵ منتشر گردید. شمشیر شیشه ای، قفس پادشاه، طوفان جنگ و تاج شکسته به ترتیب دیگر جلدهای این رمان هستند.